# Pedro José Cevallos
Pedro José Cevallos y Fernández Salvador, né en 1830 à Quito et mort le 11 novembre 1892 à Quito, est un homme d'État équatorien.
Il est président de l'Équateur du 1er juillet au 17 août 1888, vice-président de 1886 à 1890 et ministre de l'Instruction publique, des Affaires intérieures et extérieures d'avril à août 1891 sous la présidence d'Antonio Flores.
Il est élu membre de l'Académie équatorienne de la langue (es) deux ans avant sa mort.